# 삼포초등학교
삼포초등학교는 대한민국 강원특별자치도 홍천군에 있는 공립 초등학교이다.

## 학교 연혁
- 1955년 3월 5일: 6학급 삼포국민학교 개교
- 1963년 11월 12일: 군업분교장 개교
- 1995년 당무분교통합
- 1999년 9월 1일: 군평초등학교, 군업분교장 통합
- 2015년 9월 1일: 제 21대 김영숙 교장 부임

## 참고 자료
- 삼포초등학교 - 한국교육학술정보원 학교알리미